# Insígnia de l'Assalt General
La Insígnia d'Assalt General (alemany: Allgemeines Sturmabzeichen) va ser una condecoració militar concedida durant la Segona Guerra Mundial al personal de l'exèrcit alemany, les Waffen-SS I l'Ordnungspolizei (policia de l'ordre) que donessin suport a un atac d'infanteria però no formaven part d'unitats específiques d'infanteria i, per tant, no es podien classificar per a la Insígnia de l'Assalt d'Infanteria. Va ser instituïda pel general Walther von Brauchitsch l'1 de juny de 1940.

## Criteris d'adjudicació
La medalla va ser dissenyada originalment per a la presentació als enginyers de combat, així com als membres de l'artilleria, els antiaeris i els antitancs que donaven suport a les unitats d'infanteria en combat. També es podria atorgar al personal mèdic que atén les baixes del camp de batalla en "condicions de combat a prop". Abans de la introducció de la Insígnia de Destrucció de Tancs, la Insígnia d'Assalt General es podia conferir per a la destrucció amb una sola mà de tancs o vehicles blindats.
Altres factors determinants per a l'adjudicació:
- Inelegibilitat per a la Insígnia de l'Assalt d'Infanteria
- Participació en tres atacs d'infanteria o blindats en tres dies diferents; o
- Participació en tres assalts indirectes d'infanteria o blindats en tres dies diferents.

## Disseny
La decoració, dissenyada per l'empresa berlinesa Wilhelm Ernst Peekhaus, era un disc ovalat que mesurava 5,3 cm per 4,2 cm per 0,6 cm d'ample. Una corona de cinc fulles de roure recorre la circumferència a cada costat de la medalla amb un parell de glans a la base. Dins de la corona hi ha una gran àguila a l'estil de la Wehrmacht amb les ales plegades agafant una esvàstica que supera una baioneta creuada i una granada de pal. La medalla es mantenia al seu lloc a l'uniforme amb un passador i una captura.
A partir del 22 de juny de 1943, la medalla es va adaptar amb una petita placa a la base amb 25, 50, 75 o 100 per reconèixer aquells soldats que havien participat en nombrosos atacs. Aquests es coneixien com a graus II a V, en conseqüència. A les insígnies de classe IV i classe V, les fulles de roure que recorren la circumferència a cada costat de la medalla, juntament amb la baioneta i la granada de mà, eren de mida més gran. A més, la corona era de color daurat.